# Амбарцумян, Рубен Викторович
Рубе́н Ви́кторович Амбарцумя́н (арм. Ռուբեն Վիկտորի Համբարձումյան; род. 28 октября 1941, Елабуга) — советский и армянский математик. Академик Национальной академии наук Республики Армения (1986, член-корреспондент с 1982), доктор физико-математических наук (1975), профессор (1976). Автор серии работ по стохастической и интегральной геометрии.

## Биография
Сын астрофизика Виктора Амбарцумяна. Окончил МГУ в 1962 году, начал работу в Институте математики АН Армянской ССР. Кандидат физико-математических наук (1968), доктор физико-математических наук (1975), защиту провёл в Математическом институте имени В. А. Стеклова РАН. В 1979—1986 годах — заведующий кафедрой в Ереванском государственном университете.
В 1970—1980 годах благодаря своим работам в математике Амбарцумян создал новое научное направление — комбинаторную интегральную геометрию, которая применялась в исследовании решении задач стохастической геометрии. В частности, стараниями Амбарцумяна удалось решить задачи стереологии геометрических случайных процессов, найти решения классической задачи Бюфона-Сильвестра и четвёртой проблемы Гильберта в двухмерном и трёхмерном пространствах. Также Амбарцумяном предложена факториальная система счисления в геометрической теории вероятностей.
С 1990 по 2010 годы Амбарцумян был главным редактором журнала «Известия Национальной академии наук Республики Армения: Математика» (издавался и на английском языке). С 2009 по 2013 годы занимал должность директора проекта «Freezwater», которым руководил с Фрибургским университетом. Проект был направлен на создание в привершинной области горы Арагац искусственного ледника для обеспечения сельских угодий предгорных районов поливной водой в конце лета. В настоящее время[когда?] читает специальный курс в Российско-армянском (Славянском) университете. Преподавал в университетах США, Канады, Индии, Израиля, Франции и Швейцарии. Лауреат премии Кембриджского университета имени Ролло Дэвидсона 1982 года.
Амбарцумян также занимается историческими исследованиями: в 2015 году опубликовал книгу «Вильсоновская Армения», вышедшую в Германии. Книга была посвящена попытке образования независимой Армении после Первой мировой войны, в чём был заинтересован Вудро Вильсон.

## Некоторые работы

### На русском
- О случайных полях отрезков и случайных мозаиках на плоскости // Теория вероятн. и её примен., 18:3 (1973), 515—526[14]
- Об одном приложении связи броуновского блуждания с задачей Дирихле // Теория вероятн. и её примен., 10:3 (1965), 539—543[14]
- Распределения Пальма и случайные раскраски плоскости // Второе российско-армянское совещание по математической физике, комплексному анализу и смежным вопросам. 9 октября 2008 г., 13:25[14]
- Комбинаторные принципы в стохастической геометрии // Ереван, АН Арм ССР, Ин-т математики, 1980[15].
- Аналитические результаты комбинаторной интегральной геометрии: Обзор // 1999, 34 (6). pp. 7-51. ISSN 00002-3043[16]

### На английском
- A note on pseudometrics on the plane. Zeitschrift für Wahrscheinlichkeitstheorie und Verwandte Gebiete[17] 37, 145—155 (1976).[8][18]
- Sevan Methodologies revisited: Random line processes, Journal of Contemporary Mathematical Analysis , Volume 48, 2013, Issue 1, pp. 4-22[19]
- Parallel X-ray Tomography of Convex Domains as a Search Problem in Two Dimensions, Journal of Contemporary Mathematical Analysis , Volume 48, 2013, Issue 1, pp. 23-34
- Stochastic Geometry, Geometric Statistics, Stereology (Proceedings of the Conference held at Oberwolfach, 1983). Teubner — Texte zur Mathematik, Band 65, Leipzig 1983
- Stochastic and Integral Geometry, (Proceedings of the Second Sevan Symposium on Integral and Stochastic Geometry), in Acta Applicandae Mathematicae, Vol 9, Nos 1-2 (1987)
- Chord calculus and stochastic geometry, Journal of Contemporary Mathematical Analysis, Vol 42, 2007, pp. 3-27[20]
- A. A. Krasnovsky Jr., N. N. Drozdova, Ya. V. Roumbal, A. V. Ivanov, and R. V. Ambartzumian, "Biophotonics of molecular oxygen: activation efficiencies upon direct and photosensitized excitation, " Chin. Opt. Lett. 3, S1-S4 (2005)[21]
- Ambartzumian, R. V. (2013) Parallel X-ray tomography of convex domains as a search problem in two dimensions. Հայաստանի ԳԱԱ Տեղեկագիր. Մաթեմատիկա, 48 (1). pp. 37-52. ISSN 00002-3043[22]

### Книги
- Р. В. Амбарцумян. Комбинаторная интегральная геометрия с приложениями к математической стереологии. — 1982 (английский перевод опубликован John Wiley & Sons, Inc.)[23]
- Р. В. Амбарцумян, Й. Мекке, Д. Штоян. Введение в стохастическую геометрию. — М.: Наука, 1989[24]
- Р. В. Амбарцумян. Дифференциальные и интегральные вычисления факторизации и геометрическая вероятность. — 1990 (английский перевод опубликован Cambridge University Press)[25]
- Р. В. Амбарцумян. Вильсоновская Армения: истории за провалившимся проектом. — 2015[1]

## Международные конференции
- 1978: Первый симпозиум по интегральной геометрии «200 лет задаче Бюфона», Севан, СССР (при поддержке Лондонского королевского общества)[26]
- 1983: Конференция по стохастической геометрии, Обервольфах, ФРГ[27]
- 1985: Второй симпозиум по интегральной геометрии, Севан, СССР
- 1991: Конференция по стохастической геометрии, Обервольфах, ФРГ
- 2013: Швейцарско-армянский круглый стол[28]

## Награды
- Медаль Анании Ширакаци (14 октября 2013) — по случаю 70-летия Национальной академии наук Республики Армения, за выдающиеся заслуги в области науки и образования[29].
- Премия Ленинского комсомола Армении (1965).